# Ifflis
Ifflis (Anou Ifflis) – najgłębsza jaskinia Afryki, położona w północnej Algierii, w pasmie Dżurdżura (Atlas Tellski). Głębokość 1170 metrów (jedyna jaskinia Afryki powyżej 1000 m głębokości), długość 2 kilometry. Otwór znajduje się na wysokości 2160 m n.p.m. Jest jaskinią krasową, rozwiniętą pionowo. Została odkryta w 1980 roku.